# Bridoré
Bridoré é uma comuna francesa na região administrativa do Centro, no departamento Indre-et-Loire. Estende-se por uma área de 14,41 km². Em 2010 a comuna tinha 518 habitantes (densidade: 35,9 hab./km²).